# Qingganninginfructus formosa
Qingganninginfructus formosa (лат.) —  вид цветковых растений из среднего юрского периода Китая. Древнейшее из известных науке цветковых.

## Описание
Qingganninginfructus formosa имел соплодия до 89 мм в длину и 29 мм в ширину. Плоды были парными или одиночными и были похожи на крылатые плоды клёна. Плод включал собственно плод и цветоножку. 
Собственно плод длиной 5,9–21 мм, шириной 2,4–8,6 мм, удлиненно- или округло-треугольной формы, с продольной исчерченностью. Кончик плода был круглый или усеченный, изогнутый в одну сторону дистально. В каждом плоде была заключена одиночная семяпочка, фиксированная в основании, размером до 5,8 × 7 мм, с семенной оболочкой толщиной 0,63 мм, имеющей лучистую скульптуру. Семяпочка анатропная и битегмальная.
Плоды были расположены по спирали, длиной 22–30 мм, шириной 10–12 мм, клиновидной формы и с закругленными кончиками. В каждый плод заключена одна семяпочка размером 5–7 × 7–9 мм.
Ветви, на которых располагались соплодия, имели колючки и центральный канал, соединённый с плодоножкой, имеющей чехол, и самим плодом .

## История открытия
Qingganninginfructus formosa был открыт в 1998 году. Изначальное название этого древнего растения было Drepanolepis formosa. Учёные считали его голосеменным. В 2023 году исследование окаменелостей Drepanolepis formosa показало, что он является цветковым растением. После этого название было изменено на Qingganninginfructus formosa.